# Cavalinho de pau

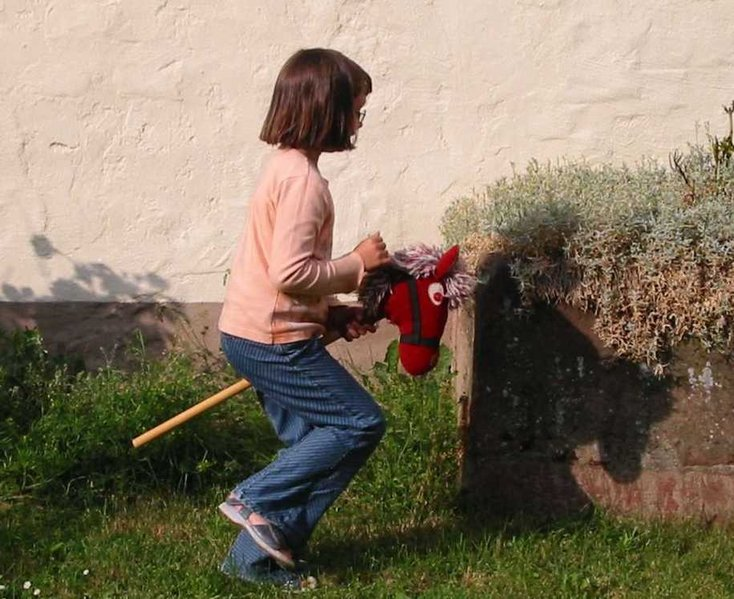
Criança e cavalinho de pau.

Cavalo de pau ou cavalinho de pau é um brinquedo clássico entre as crianças, especialmente na primeira infância. Trata-se de um brinquedo com uma cabeça de cavalo presa a um pedaço de madeira, podendo ou não ser acompanhado de rodas.
O cavalo de pau (assim como cataventos, pássaros presos por um cordão e bonecas) multiplicaram-se principalmente a partir do século XV, e surgiram do espírito de imitação das crianças, que imitavam as atividades dos adultos. O cavalo de pau surgiu numa época em que este animal era o principal meio de transporte e de tração.